# منجی الباوندی

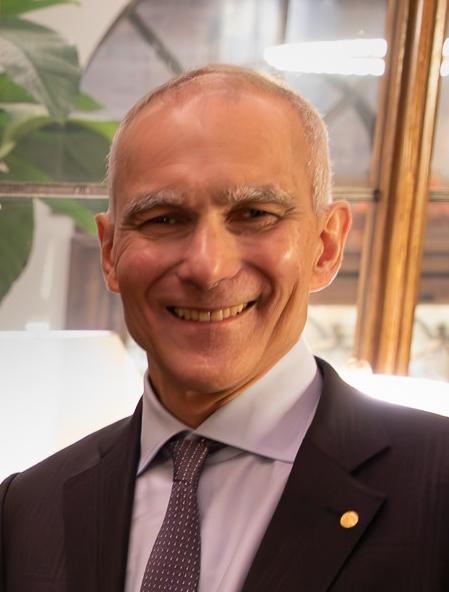
نگارهٔ منجی الباوندی، برندهٔ نوبل شیمی ۲۰۲۳

منجی گابریل زانا الباوندی (زادهٔ ۱۹۶۱ در پاریس) شیمی‌دان آمریکایی فرانسوی-تونسی و استاد لستر وولف در موسسه فناوری ماساچوست است. الباوندی یکی از اصلی‌ترین دانشمندان در زمینهٔ نقطه‌های کوانتومی کلوئیدی و از جمله پرکارترین شیمیدان‌های دهه گذشته‌است. وی مدرک کارشناسی خود را در سال ۱۹۸۲ از دانشگاه هاروارد و دکترای خود را در رشته شیمی در سال ۱۹۸۸ از دانشگاه شیکاگو دریافت کرد.
منجی الباوندی به همراه الکسی آکیموف و لوئیس بروس موفق به دریافت نوبل شیمی ۲۰۲۳ شدند.

## گروه تحقیقاتی
گروه تحقیقاتی باوندی تا حد زیادی بر روی مطالعه نیمه‌رساناهای نقطه کوانتومی کلوئیدی متمرکز است و بر روی فلوئورسازه‌های آلی نیز کار می‌کند. پروژه‌های تحقیقاتی او به‌طور کلی به چهار دسته تقسیم می‌شوند: ۱. طیف‌سنجی، ۲. سنتز، ۳. زیست‌شناسی، و ۴. دستگاه‌ها. تحقیقات در گروه، ابتدا منحصر به مطالعه طیف‌سنجی نقاط کوانتومی بود، و پیشرفت‌های اخیر او به چالش‌های بسیاری در زمینه‌های سنتز، کاربردهای بیولوژیکی نانومواد، و سلول‌های خورشیدی پاسخ داده‌است. علاوه بر این، باوندی بر روی طیف‌سنجی تک نقطه کوانتومی به کمک طیف‌سنجی تک‌مولکول نیز کار می‌کند.